# Dendrobium litorale
Dendrobium litorale är en orkidéart som beskrevs av Rudolf Schlechter. Dendrobium litorale ingår i släktet Dendrobium, och familjen orkidéer. Inga underarter finns listade i Catalogue of Life.